# 成安道頓
成安 道頓（なりやす どうとん、? - 慶長20年5月7日〈1615年6月3日〉）は、安土桃山時代から江戸時代初めにかけての人物。道頓堀の開削者として知られる。俗名は善九郎。弟に成安長左衛門がいる。
かつての通説では安井 道頓（やすい どうとん）と呼ばれ、諱を成安、通称を市左衛門（または市右衛門）とされたが、成安氏出身とする説が有力となっている。

## 来歴

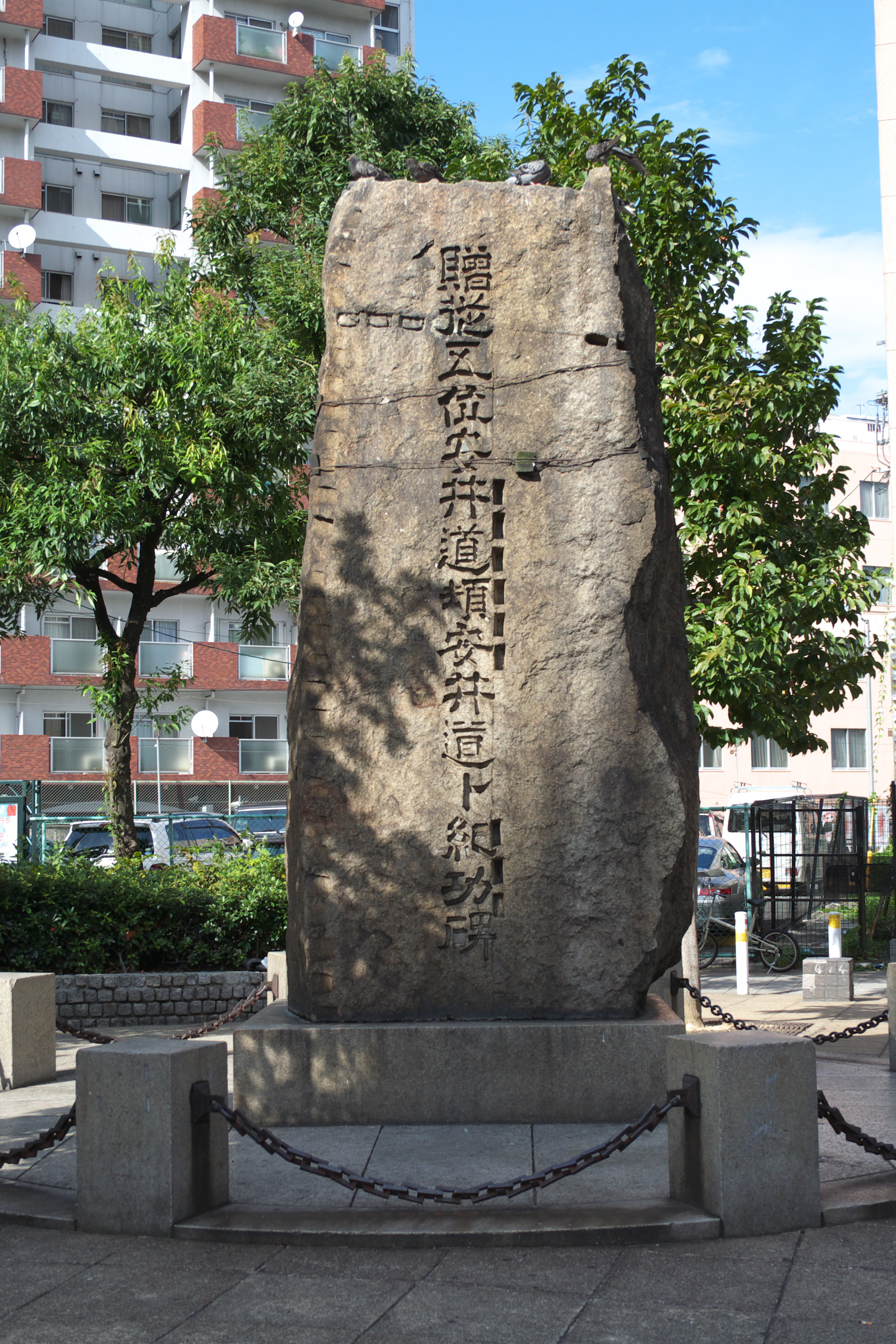
贈従五位安井道頓安井道卜紀功碑（2007年9月5日撮影）

摂津国住吉郡平野庄（平野郷、現在の大阪府大阪市平野区）の成安氏出身で、成安宗列の子。成安氏は坂上田村麻呂の子・広野麻呂の末裔という平野の七名家の1つである。
道頓は豊臣秀頼と親しく、佐渡の金山の下奉行に任じられていたという。佐渡へは成安五郎左衛門と成安次郎左衛門（後の奥野清純）を名代として派遣していた。
慶長17年（1612年）、平野の住人である平野藤次（藤次郎）や安井治兵衛、河内国渋川郡久宝寺（大阪府八尾市）の住人・安井九兵衛定吉（道卜）と共に、公儀より申し請けて後の道頓堀の開削を開始した。道頓堀の掘削は、豊臣秀吉の頃に道頓が命じられたもので、安井治兵衛や平野藤次、道頓の弟の長左衛門を組下として行ったともいわれる。『末吉家文書』や『安井家文書』によると、堀の掘削は道頓らの私費で行われたという。道頓らは日本橋の20間（約36メートル）四方に角屋敷を与えられ、道頓はその内の南西角を与えられた。また、道頓らは諸役を免除された。
慶長19年（1614年）、大坂冬の陣に際して道頓は大坂城に籠城した。日本橋南東角の安井治兵衛の屋敷を預かる手代の太郎右衛門も共に籠城している。道頓は道頓堀の芦原付近を守り、慶長20年（1615年）5月7日に戦死した。道頓の弟・長左衛門も道頓と共に討死し、長左衛門の一子は行方不明となった。
道頓の死後、道頓堀川の開削は平野藤次・安井九兵衛により続けられ、元和元年（1615年）11月に完成した。この時できた川は当初は新川と呼ばれ、後に南堀川、その後、道頓堀川と呼ばれるようになった。延宝3年（1675年）成立の地誌『蘆分船』には、自然と道頓堀と呼ばれるようになったという説が記され、江戸時代後期には、大坂城主の松平忠明（元和5年〈1619年〉に大和郡山城に移封）が戦死して家名が断絶した道頓を憐れみ、その名が残るよう道頓堀と名付けたという説が見られた（『安井家由緒書』）。
1914年（大正3年）、「安井市右衛門成安」として従五位が追贈され、1915年（大正4年）には、大阪府知事・大久保利武と地元の有志により、日本橋の北東角に紀功碑が建てられた。

## 道頓の出自と道頓堀裁判
道頓堀の開削に携わった安井九兵衛（道卜）の子孫が、1877年（明治10年）前後に「安井系譜」という筆写本を作成している。安井家に伝わる文書の注解のためのもので、この中で道頓は安井家出身で九兵衛の従兄弟とされている。道頓を安井氏とする従来の通説はこれに基づいている。
この通説に対し、商業史や郷土史を研究する佐古慶三は、1928年（昭和3年）発行の『南区志』や1933年（昭和8年）発表の「道頓堀開鑿者安井道頓」において異議を唱えた。佐古は、平野の七名家の1つである末吉家に伝わる史料の中で「平野藤次郎」や「安井九兵衛兄弟」らと共に「成安道頓」が併記されていることから、この「成安」は姓と捉えるのが自然であるとし、道頓が平野七名家の1つである成安家の出身との見方を示した。
1936年（昭和11年）、佐古は「道頓と道卜―道頓の再検討―」を発表し、新出の奥野家文書を用いて前説を補強した。奥野家は七名家と姻戚関係にある平野の旧家で、7代目当主・清純は成安家からの養子だった。その奥野家には成安家の系図などが伝わっており、それらには道頓が成安家の出身であることが記されている。また、道頓の後室は七名家の1つ・西村家に嫁いだが、西村家の系図には「成安道頓後室」とあり、道頓の娘が嫁いだ七名家の1つ・土橋家の系図には「成安善九郎道頓之女」と記されている。このほか、「安井系譜」では安井九兵衛が道頓の姉妹を娶り、道頓と九兵衛が義兄弟になったとされているが、佐古は九兵衛の妻が御瓦師寺島家の出であることも突き止めている。
1965年（昭和40年）1月、道頓堀川の河川敷地の所有権を確認する訴訟が、安井九兵衛の子孫により起こされた（道頓堀裁判）。原告による当初の主張の中に、道頓が豊臣秀吉から道頓堀川河川敷地とその両側の土地を拝領したということや、道頓と安井九兵衛が血縁上は従兄弟、法的には兄弟で、九兵衛が道頓の家名を相続したというものがあり、そのため道頓が安井氏出身であるかどうかが争点の1つとなった。この裁判では佐古慶三らが鑑定人となっており、被告となった国や大阪府・大阪市は佐古の論文や、佐古の説を合理的として支持する宮本又次の著書『大坂町人』（1957年刊）などを書証として法廷に提出した。1976年（昭和51年）10月、原告の訴えを退ける判決が言い渡されたが、その中では道頓を成安氏出身とする説について有力であると述べられている。成安氏説については、脇田修も正しいとしており、定説になったといわれている。

## 妻子
道頓の妻は藤という名で、法名は妙祐。道頓の祖父・道是に宗悉（初め宗叱）という弟がおり、その娘に当たる。道頓の死後、西村三郎兵衛祐慶（天正元年〈1573年〉生まれ）に嫁いだ。祐慶との間に三郎右衛門が生まれ、その子に奥野家の10代当主・祐可がいる。
また、道頓には一女があり、土橋九郎右衛門重俊の前妻となっている。道頓の娘は2人の男子を儲けた。土橋重俊はその後、三好生勝の娘を後妻として娶っている。

## 道頓の登場する作品
小説
- 司馬遼太郎「けろりの道頓」 - 1960年（昭和35年）発表の短編小説。姓は「安井」を採用している。『新装版 おれは権現』（講談社文庫、2005年）、『新装版 最後の伊賀者』（講談社文庫、2007年）、『司馬遼太郎短篇全集 第三巻』（文藝春秋、2005年）に所収。

テレビドラマ
- 『けろりの道頓 秀吉と女を争った男』（関西テレビ放送、1999年、演：西田敏行） - 司馬遼太郎著「けろりの道頓」が原作。

舞台
- 吉本新喜劇特別公演「大坂の陣新喜劇〜『成安道頓』夢を掘った男〜」（2015年10月2日 - 11日、なんばグランド花月、演：すっちー）